# 小行星2909
小行星2909（2909 Hoshi-no-ie）是一颗围绕太阳公转的小行星。1983年5月9日，清貞雄在Chirorin发现了此天体。
該小行星以星之家天文台命名。
这颗小行星的绝对星等为285.5558708097415等。